# Micheline Bernardini
Micheline Bernardini (ur. 1 grudnia 1927 w Colmar) – francuska tancerka wodewilowa, pierwsza osoba, która publicznie zaprezentowała zaprojektowany przez Louisa Réarda kostium bikini.
Réard nie mógł znaleźć modelki, która byłaby na tyle odważna, by założyć niezwykle skąpy jak na ówczesne czasy kostium i ostatecznie wynajął do tego celu tancerkę występującą nago w Casino de Paris. Prezentacja miała miejsce 5 lipca 1946 roku na basenie Piscine Molitor w Paryżu. Pierwsze bikini wykonane było z materiału o wzorze przypominającym stronę gazetową, łączna powierzchnia materiału z którego wykonano figi wynosiła 194 cm2. Po tej prezentacji Bernardini dostała ok. 50 tysięcy listów od zachwyconych fanów.
W późniejszym czasie Bernardini występowała w Australii w rewii Tivoli Theatre, między innymi jako „Wenus” w programie Vive la Venus.